# Walter Olkewicz
Walter Olkewicz (Bayonne, 14 novembre 1948 – Los Angeles, 6 aprile 2021) è stato un attore statunitense, che ha interpretato Marko nella serie televisiva Storie di guerra e di magia, e il coach Wordman nel film Making the Grade (1984).

## Biografia
Ha recitato in numerose altre serie televisive, tra cui Giudice di notte, Seinfeld, E.R. - Medici in prima linea, Casalingo Superpiù, Grace Under Fire e Dolly!. Ha anche interpretato Jacques Renault ne I segreti di Twin Peaks.
È morto nell'aprile 2021 all'età di 72 anni dopo una lunga malattia.

## Filmografia

### Cinema
- Futureworld - 2000 anni nel futuro (Futureworld), regia di Richard T. Heffron (1976)
- Io sono il più grande (The Greatest), regia di Tom Gries e Monte Hellman (1977)
- Il film più pazzo del mondo (Can I Do It... 'Til I Need Glasses?), regia di I. Robert Levy (1977)
- 1941 - Allarme a Hollywood (1941), regia di Steven Spielberg (1979)
- Il grande regista (The Big Picture), regia di Christopher Guest (1989)
- Fuoco cammina con me (Twin Peaks: Fire Walk with Me), regia di David Lynch (1992)
- Il cliente (The Client), regia di Joel Schumacher (1994)

### Televisione
- Agenzia Rockford (The Rockford Files) – serie TV, un episodio (1978)
- Cuore e batticuore (Hart to Hart) – serie TV, un episodio (1979)
- Taxi – serie TV, 2 episodi (1980-1983)
- Alice – serie TV, un episodio (1981)
- Barney Miller – serie TV, 2 episodi (1981-1982)
- Storie di guerra e di magia (Wizards and Warriors) – serie TV, 8 episodi (1983)
- Casa Keaton (Family Ties) – serie TV, 3 episodi (1984-1987)
- Fifty/Fifty (Partners in Crime) – serie TV, 12 episodi (1984)
- Moonlighting – serie TV, un episodio (1987)
- La signora in giallo (Murder, She Wrote) – serie TV, episodio 6x08 (1989)
- I segreti di Twin Peaks (Twin Peaks) – serie TV, 3 episodi (1990)
- Flash (The Flash) – serie TV, un episodio (1990)
- Grace Under Fire – serie TV, 48 episodi (1993-1996)
- Seinfeld – serie TV, un episodio (1996)
- Profiler - Intuizioni mortali (Profiler) – serie TV, un episodio (1997)
- Dharma & Greg – serie TV, un episodio (1999)
- E.R. - Medici in prima linea (ER) – serie TV, un episodio (2001)
- Twin Peaks – serie TV, 2 episodi (2017)

## Doppiatori italiani
Nelle versioni in italiano delle opere in cui ha recitato, Walter Olkewicz è stato doppiato da:
- Manlio De Angelis in Casa Keaton
- Maurizio Reti in La signora in giallo
- Eugenio Marinelli ne I segreti di Twin Peaks
- Maurizio Mattioli in Fuoco cammina con me
- Alessandro Rossi ne Il cliente
- Saverio Moriones in Storie di guerra e di magia
- Stefano De Sando in Twin Peaks (2017)